# El jinete polaco

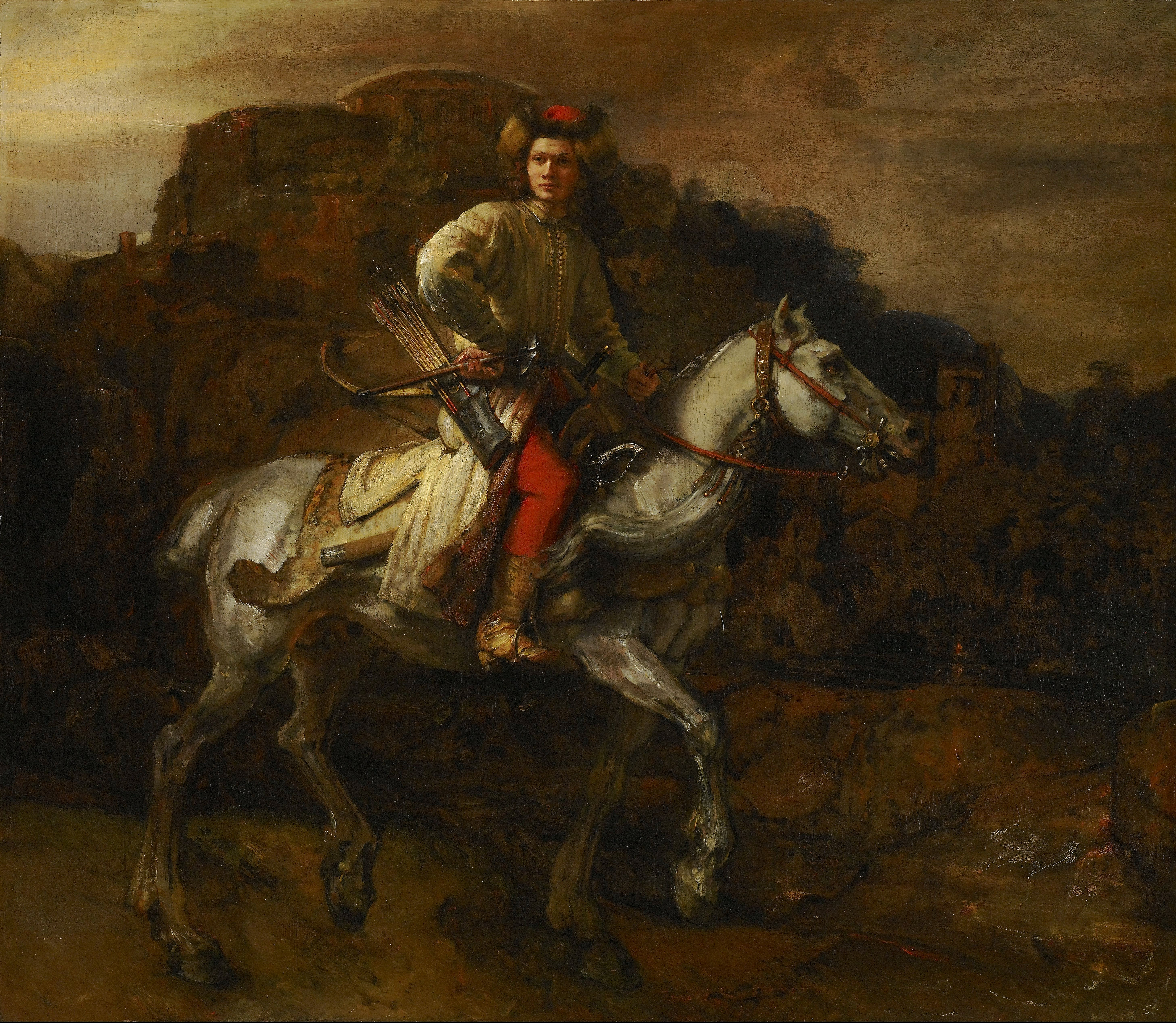
El jinete polaco.

El jinete polaco es un óleo sobre lienzo (116,8 x 134,9 cm) de Rembrandt, datado hacia 1655. Actualmente pertenece a la Frick Collection de Nueva York.

## Tema
Más allá de su tema (un retrato ecuestre), se ignora el sujeto. Se le ha denominado "polaco" por haber formado el cuadro parte de una colección de esa nacionalidad en el siglo XVIII (de la familia Oginski). Se ha propuesto que podría haber sido un retrato de un miembro de esta familia (el Kanclerz Marcjan Aleksander Ogiński), o del teólogo Jonasz Szlichtyng; aunque se ha señalado lo extraño de la tipología, proponiéndose también que representaría a un personaje bíblico, como David o el hijo pródigo, de la historia holandesa, como Gysbrech van Amstel, o más lejana, como Tamerlán. Otra posibilidad es que no represente a ningún personaje en concreto, sino al concepto de Miles Christi ("soldado de Cristo" o "caballero cristiano"), para honrar a los que en la época estaban conteniendo la expansión turca por Europa Central. Se ha llegado a proponer identificarle con un miembro de lisowczycy, los componentes de la fuerza de  caballería ligera mercenaria que combatían en el ejército polaco entre 1604 y 1635.

## Paisaje
El paisaje, extraño y sombrío, con aguas oscuras, unas montañas rocosas sobre las que se adivina un edificio, y un fuego en la lejanía, produce una sensación de misterio, que parece presagiar los peligros a los que se va a enfrentar el joven jinete.

## Atribución
La atribución, que algunas fuentes apoyan en la presencia de una traza interpretable como firma ("RE"), se hizo inicialmente por Wilhelm von Bode (History of Dutch Painting, 1883), quien situó la obra en la última etapa del maestro (a partir de 1654). Posteriormente, la atribución fue confirmada por Abraham Bredius. En la época de su venta por Zdzisław Tarnowski a Frick (1910) había un consenso generalizado en cuanto a la autoría. A partir de entonces comenzaron a expresarse puntos de vista opuestos: Alfred von Wurzbach sugirió la posibilidad de atribuirlo al discípulo de Rembrandt Aert de Gelder; pero el consenso continuó, incluso con el apoyo de Julius S. Held, que cuestionaba su identificación con un personaje polaco. En 1984, Josua Bruyn, por entonces miembro del Rembrandt Research Project (RRP) indicó la semejanza con ciertas características de la obra de Willem Drost; mientras que existen diferencias con la única otra obra de Rembrandt que trata el tema del retrato ecuestre (Retrato de Frederick Rihel, 1663, National Gallery, Londres). Tampoco se ha alterado el consenso desde entonces, contando incluso con el apoyo de Simon Schama (Rembrandt Eyes, 1999), aunque otros estudios, particularmente uno del RRP de 1998, sugieren que, si bien Rembrandt inició la obra en la década de 1650, pudo dejarla inacabada y ser terminada por la mano de otro artista.